# 1835 aux échecs
| Années des échecs : 1832 - 1833 - 1834 - 1835 - 1836 - 1837 - 1838    |
| Décennies des échecs : 1800 - 1810 - 1820 - 1830 - 1840 - 1850 - 1860 |

Cet article présente les faits marquants de l'année 1835 aux échecs.

## Nécrologie
- 14 septembre : Alexander McDonnell, irlandais, un des meilleurs joueurs de son époque[1].
- Peter Pratt, auteur de The Theory of Chess en 1799[1].